# Thomas Nuttall
Thomas Nuttall (Long Preston, cerca de Settle, Yorkshire, hoy Yorkshire del Norte; 5 de enero de 1786-St Helens, Lancashire, hoy Merseyside; 10 de septiembre de 1859) fue un botánico, pteridólogo, micólogo, y zoólogo inglés, que vivió y trabajó en Norteamérica de 1808 hasta 1841.

## Biografía
Nació en el pueblo de Long Preston, cerca de Settle, en Yorkshire (actualmente en el condado de Yorkshire del Norte) y pasó varios años como aprendiz de impresor en Inglaterra.
Viajó a Estados Unidos y poco después se encontró con el profesor Benjamín Smith Barton en Filadelfia. Barton le animó a que se dedicara al estudio de las plantas y Nuttall comenzó recolectando plantas para la Universidad de Filadelfia.
En 1810 viajó a la región de los Grandes Lagos y en 1811 acompañaron en su primer tramo a la Expedición de Astor dirigida por William Price Hunt y patrocinada por John Jacob Astor para emplazar puestos comerciales de pieles en el territorio de caza del río Columbia. Nuttall fue acompañado por el botánico inglés John Bradbury que era coleccionista de plantas de los Jardines Botánicos de Liverpool. Tras remontar el río Misuri, ambos dejaron la partida de Astor en el puesto comercial con los indios arikara en Dakota del Sur, y continuaron remontando el río con el trampero Ramsay Crooks. En agosto regresaron al puesto de los arikara y se unieron al grupo de Manuel Lisa que retornaba a San Luis (Misuri).
Aunque la Expedición de Lewis y Clark había viajado por la región en 1803-06, muchos de los especímenes de plantas que encontraron y fueron recolectadas aún eran desconocidos para la ciencia. La inminente guerra entre Inglaterra y América le obligó a regresar a Londres, vía Nueva Orleans. En Londres organizó con tiempo su colección de plantas, discutiendo sus experiencias con otros científicos.
En 1815 regresó a los EE. UU. y después de coleccionar más plantas publicó en 1818 The Genera of North American Plants [Los géneros de plantas de Norteamérica]. De 1818 a 1820 viajó a lo largo del río Arkansas y del río Rojo del Norte, y tras regresar a Filadelfia publicó su Journal of Travels into the Arkansas Territory during the year 1819 [Diario de viaje en el Territorio de Arkansas durante el año 1819].
En 1825 se convirtió en conservador de los Jardines Botánicos en la Universidad de Harvard. Publicó su Manual of the Ornithology of the United States and of Canada (1832 y 1834) [Manual de Ornitología de los Estados Unidos y Canadá]].
En 1834 renunció a su puesto y partió al oeste en una expedición organizada por Nathaniel Jarvis Wyeth, acompañado esta vez por el naturalista John Kirk Townsend. Viajaron a través de los actuales estados de Kansas, Wyoming y Utah, y descendieron aguas abajo el río Snake hasta llegar al río Columbia y la costa oeste. Nuttall navegó después por el océano Pacífico hasta las islas Hawaianas en diciembre.
Regresó en la primavera de 1835 y estuvo recolectando plantas por la región del Noroeste del Pacífico, un área ya cubierta por el naturalista escocés David Douglas (1799-1834). En su viaje de retorno se detuvo en San Diego, dónde se encontró con el escritor Richard Henry Dana, Jr.. El personaje del viejo curioso del libro de Dana Two Years Before the Mast está basado en Nuttall.
De 1836 hasta 1841 Nuttall trabajó en la Academia de Ciencias Naturales en Filadelfia. Durante ese tiempo hizo algunas contribuciones a la Flora of North America [Flora de América del Norte] que estaba siendo preparada por Asa Gray y John Torrey. El fallecimiento de su tío le exigió regresar a Inglaterra, ya que heredaría sus propiedades si permanecía seis meses al año en ese país.
Entre 1842 y 1849 publicó su The North American Sylva: Trees not described by F. A. Michaux [Sylva norteamericana: árboles no descritos por F. A. Michaux] que fue el primer libro en incluir todos los árboles de América del Norte, justo antes de abandonar los EE. UU. en diciembre de 1841. Murió en St Helens, ciudad entonces en Lancashire y actualmente en Merseyside, y está enterrado en la Christ Church de la aldea cercana de Eccleston (Merseyside).

## Algunas publicaciones
- The genera of North American plants, and a catalogue of the species, to the year 1817 tomo 1 tomo 2 (1818)
- Manual of the Ornithology of the United States and of Canada (1832 y 1834)
- New genera and species of plants (1840)
- The North American sylva: Trees not described by F. A. Michaux (1842-49)

## Honores

### Eponimia
Se nombraron varias especies de plantas y pájaros en su reconocimiento, como el carpintero de Nuttall, Picoides nuttallii, nombrado por su amigo William Gambel, y la Pica nuttalli y el Phalaenoptilus nuttallii nombrados por John James Audubon. También es conmemorado en el roble de Nuttall, Quercus texana y el catclaw zarza Mimosa nuttallii. En el World Register of Marine Species se registran 44 genus y especies con el epónimo nuttalli; y en IPNI: 523 de especies y variedades botánicas.
- La abreviatura «Nutt.» se emplea para indicar a Thomas Nuttall como autoridad en la descripción y clasificación científica de los vegetales.[4]

## Abreviatura (zoología)
La abreviatura Nuttall  se emplea para indicar a Thomas Nuttall como autoridad en la descripción y taxonomía en zoología.